# Диль, Людвиг
Людвиг Диль (нем. Ludwig Dill; 2 февраля 1848[…], Гернсбах — 31 марта 1940, Карлсруэ, Республика Баден) — немецкий художник.

## Жизнь и творчество
Первоначально Людвиг Диль изучает архитектуру в штутгартской Политехнической школе (до 1872 года), затем он учится в Академии изящных искусств Мюнхена. С 1874 он — ученик Теодора фон Пилоти и Отто Зайтца. Однако наибольшее влияние на его творчество оказал мюнхенский пейзажист Адольф Лир. Начиная с 1874 года художник открывает для себя Северную Италию. Наиболее плодотворным было для него время, проведённое в Кьодже близ Венеции. Написанные здесь в начале 1890-х годов пейзажи своей орнаментальной стилизацией приближают его в целом реалистическое творчество к югендштилю.
Людвиг Диль, известный как пейзажист и маринист, был одним из сооснователей движения Мюнхенский сецессион, президентом которого он и являлся с 1894 по 1899 год. В 1894 году Диль переезжает в Дахау под Мюнхеном и, наряду с Адольфом Хёльцелем и Артуром Лангхаммером образует художественную школу Новое Дахау став, таким образом, одним из крупнейших представителей колонии художников Дахау. С 1899 по 1919 год Л.Даль преподаёт в Академии изящных искусств Карлсруэ. В летние месяцы он по-прежнему живёт и рисует в Дахау, где у него был свой дом. В Дахау и в Карлсруэ в честь художника названы улицы.

## Галерея

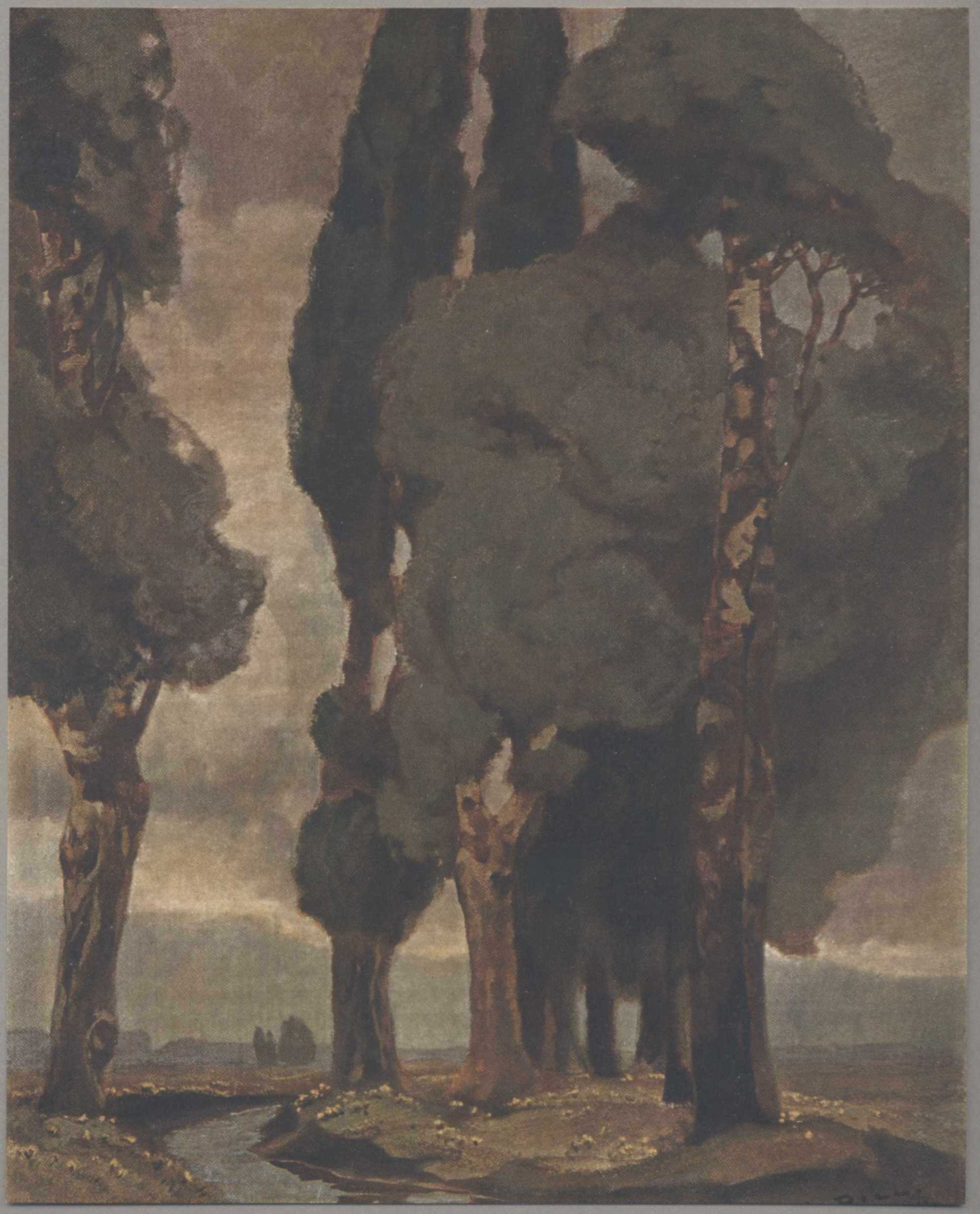
Грозовое настроение
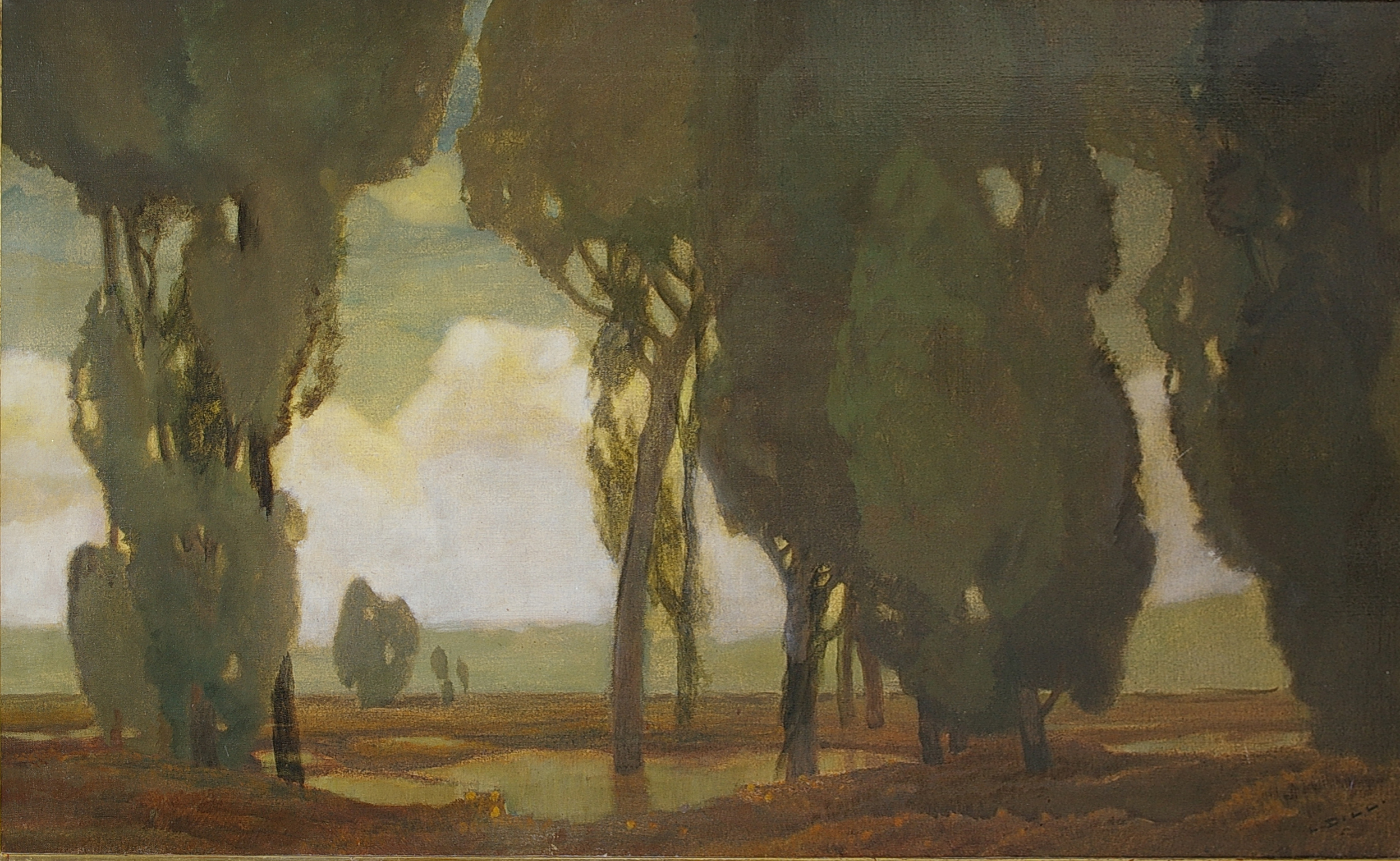
Утро (1904)
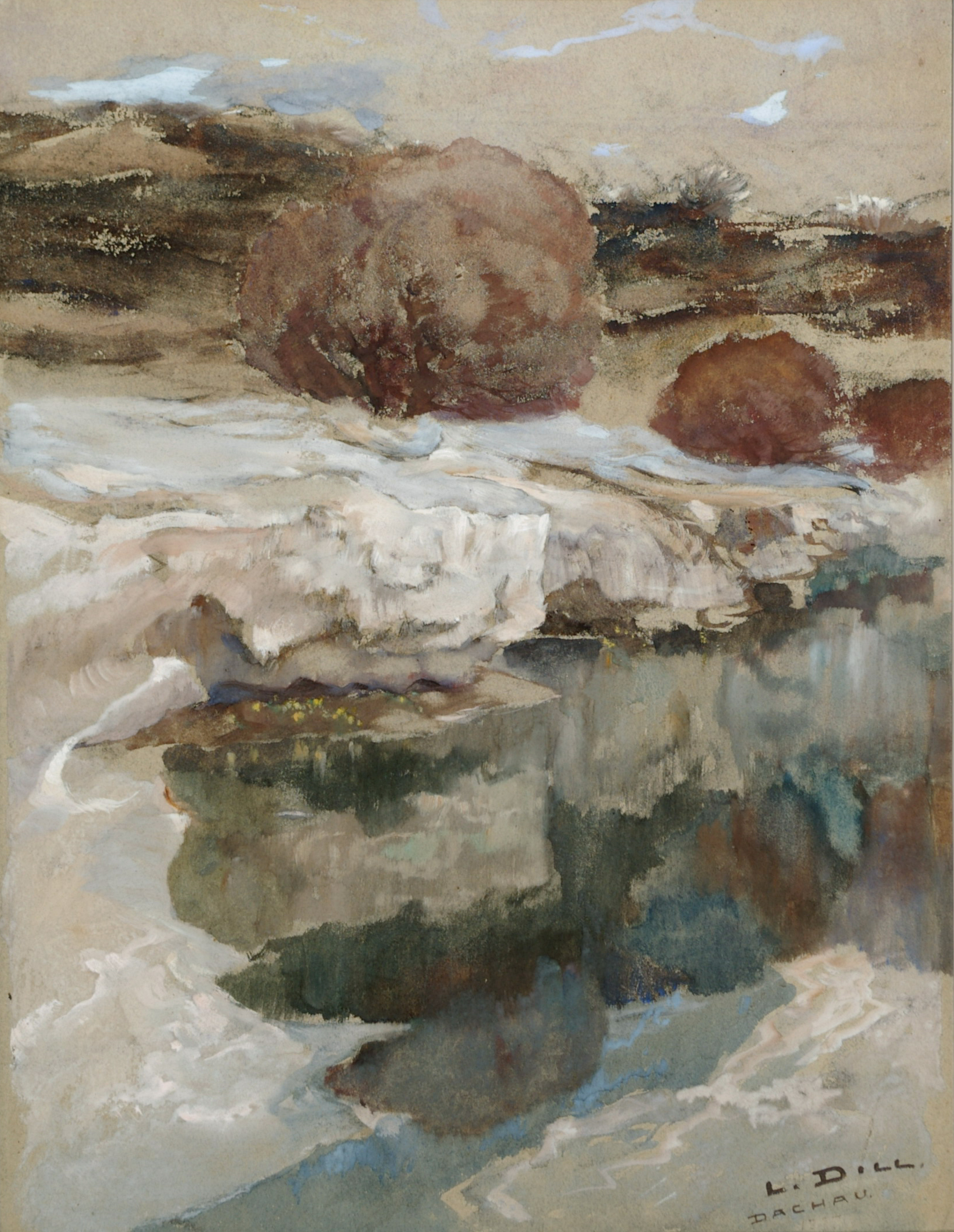
Последний снег на болоте
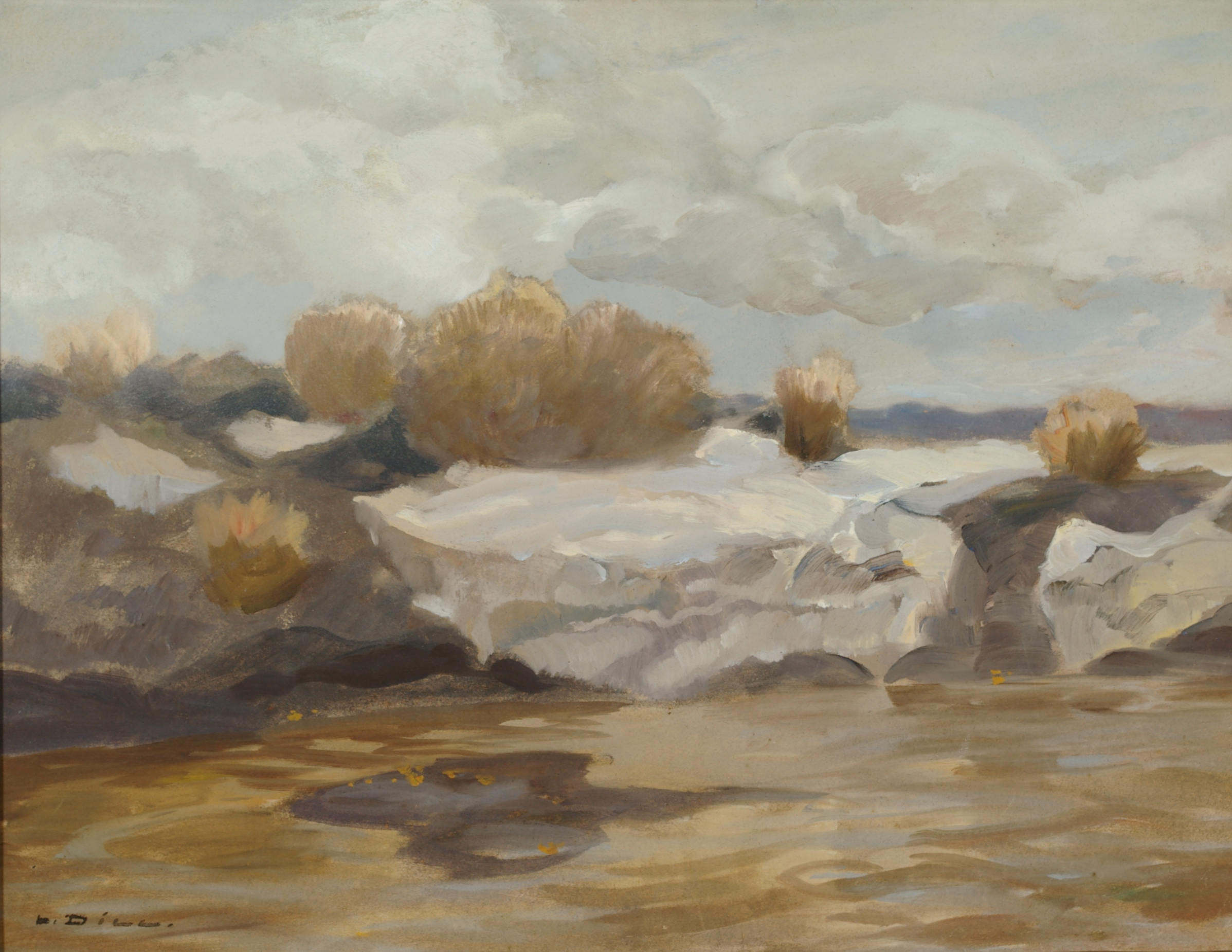
Талый снег на Ампере
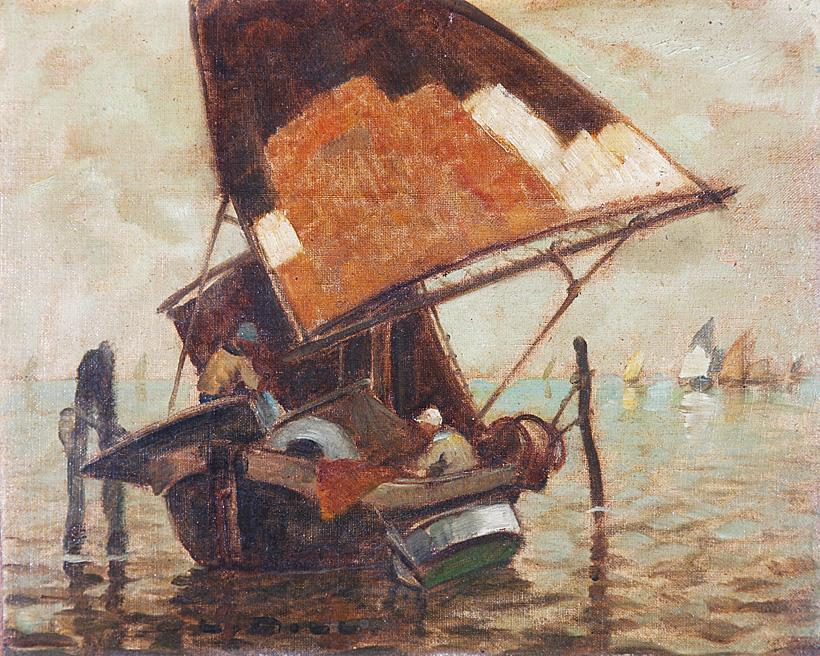
Венецианские рыбаки в лагуне
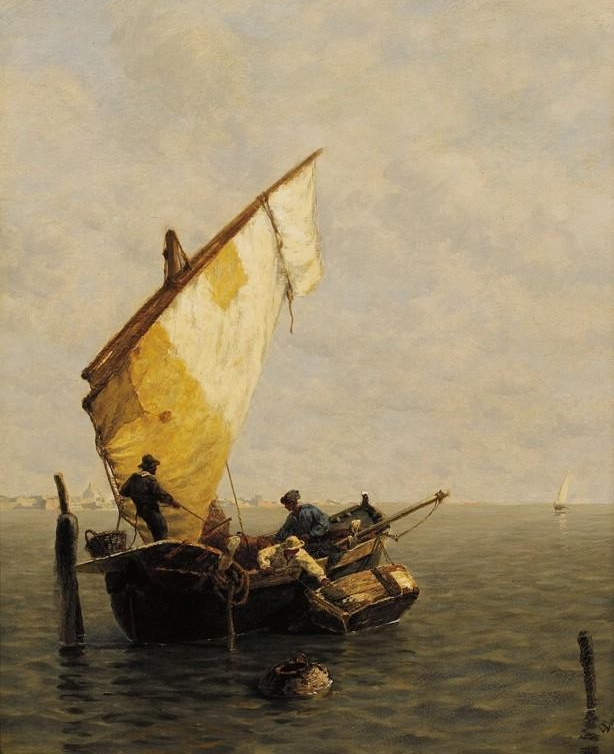
Дневной улов